# Gisela (Äbtissin)

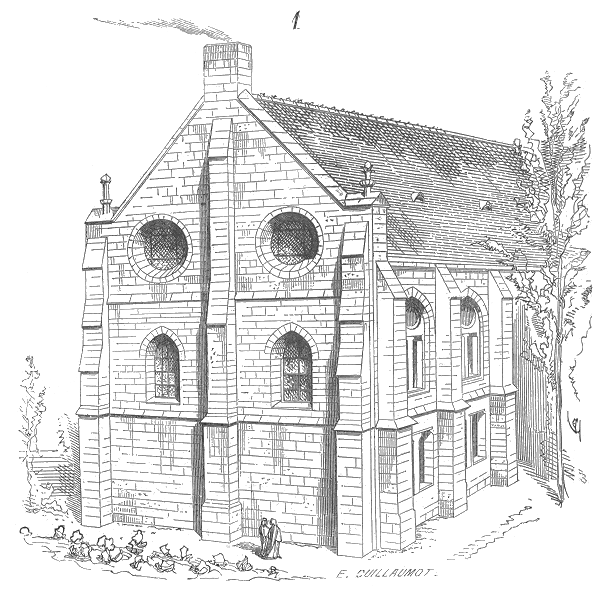
Abtei Chelles

Gisela (* 757 in Aachen; † 810 in Chelles, Seine-et-Marne, Frankreich) war eine karolingische Prinzessin und Äbtissin der Abtei Chelles. Sie war eine Tochter von Pippin dem Kurzen und seiner Frau Bertrada und damit eine Schwester Karls des Großen und Karlmanns I.

## Leben
Gisela war neben ihren beiden Brüdern Karl und Karlmann das dritte Kind von Pippin und Bertrada, das das Erwachsenenalter erreichte und den Vater überlebte. In der Vita Karoli des Einhard ist sie erwähnt:

“Erat ei unica soror nomine Gisla, a puellaribus annis religiosae conversationi mancipata, quam similiter ut matrem magna coluit pietate. Quae etiam paucis ante obitum illius annis in eo, quo conversata est, monasterio decessit.”

„Er [Karl d. Große] hatte eine einzige Schwester, Gisela, die sich von Kindheit an einem religiösen Leben geweiht hatte, und er hegte für sie ebenso viel Zuneigung wie für seine Mutter. Auch sie verstarb einige Jahre vor ihm im Nonnenkloster, in dem sie ihr Leben verbrachte.“

Seitens ihrer Familie wurde mehrfach ihre Vermählung aus Bündniserwägungen in Betrachtung gezogen: In den 760er Jahren durch Pippin mit Leo, dem Sohn des byzantinischen Kaisers Konstantin V., und in den 770er Jahren durch Karl mit Adelchis, dem Sohn des letzten Langobardenkönigs Desiderius. In beiden Fällen kam die Eheschließung mit Rücksicht auf den Papst nicht zustande.
Stattdessen entschied Gisela sich für das klösterliche Leben und wurde Äbtissin von Chelles. Als Herrschertochter mit den Artes Liberales vertraut und gebildet, blieb sie vom Kloster aus mit dem Hof verbunden. Insbesondere gibt es einen intensiven Briefwechsel mit Alkuin, zu dessen Freundeskreis sie unter dem Pseudonym „Lucia“ gehörte. Alkuin widmete ihr und ihrer Nichte Rotrud seinen Kommentar des Johannesevangeliums, dessen Erstellung auf ihre Anregung zurückging.
Die Forschung geht davon aus, dass auf Anregung Giselas im Skriptorium der Abtei Chelles um 806 die Abfassung der Metzer Annalen erfolgte. Sie war auch verantwortlich für die Betreuung der umfangreichen und in ihrer Zeit wachsenden Reliquiensammlung des karolingischen Herrscherhauses in der Abtei Chelles. Gisela starb 810 und ist in der Abtei Chelles begraben.
Judy Chicago widmete ihr eine Inschrift auf den dreieckigen Bodenfliesen des Heritage Floor ihrer Installation The Dinner Party. Die mit dem Namen Gisela beschrifteten Porzellanfliesen sind dem Platz mit dem Gedeck für Hrotsvit zugeordnet.